# مقام النبي يوشع
مقام النبي يوشع هو مجمع ديني يضم مسجد ومقام يحتوي على ضريح يُعتقد أنه يضم رفات يشوع التوراتي. يقع هذا الموقع في قرية النبي يوشع المهجورة، التابعة لمنطقة صفد في شمال فلسطين. يُعد هذا البناء، وهو أحد المقامات التاريخية في الشرق الأوسط، في حالة خراب حاليًا .

## تاريخ
تأسس المجمع الديني في القرن الثامن عشر على يد عائلة الغول الأرستقراطية. خلال فترة الانتداب، كان سكان قرية النبي يوشع (الذين كانوا في الغالب من الشيعة)  يحتفلون بـمهرجان موسم سنوي في الموقع المخصص للنبي المدفون . وفي عام 2018، تعرض الموقع للتخريب من قبل مجهولين، حيث قاموا برسم كتابات تلموديةعلى جدرانه .

## بنيان
يتميز مقام النبي يوشع ببناء مستطيل الشكل يتمركز حول فناء موازٍ من الشمال إلى الجنوب. حيث يقع المدخل المقوس في الطرف الشمالي من المجمع، بينما توجد الغرفتان المقببتان،، بما في ذلك الضريح، في الطرف الجنوبي تحيط بالضريح أشجار التين وأنواع الصبار التي تنمو حوله .

## معرض الصور

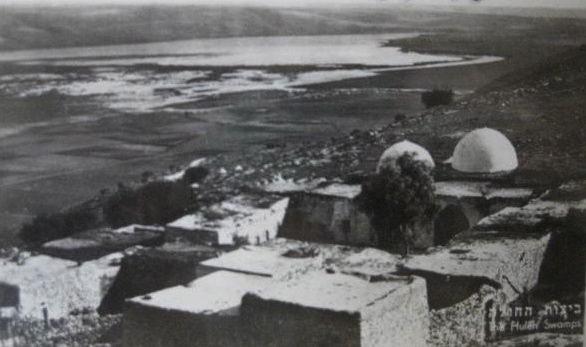
مقام النبي يوشع، ق. 1930s ، قبل أن يتم تدميرها
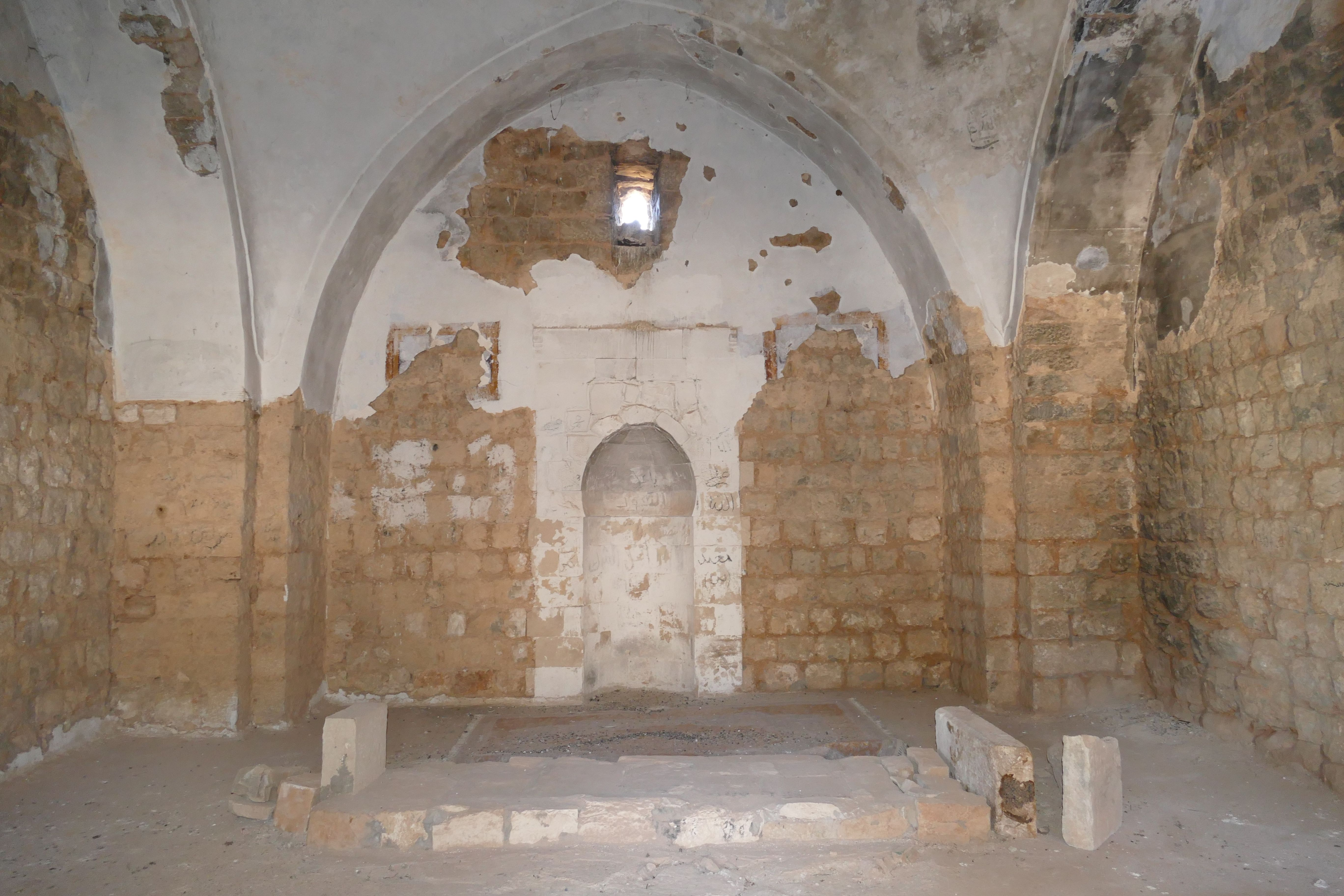
الجزء الداخلي من الضريح، القبر البسيط المخصص ليوشع، يظهر أمام المحراب ، مطلي باللون الأبيض
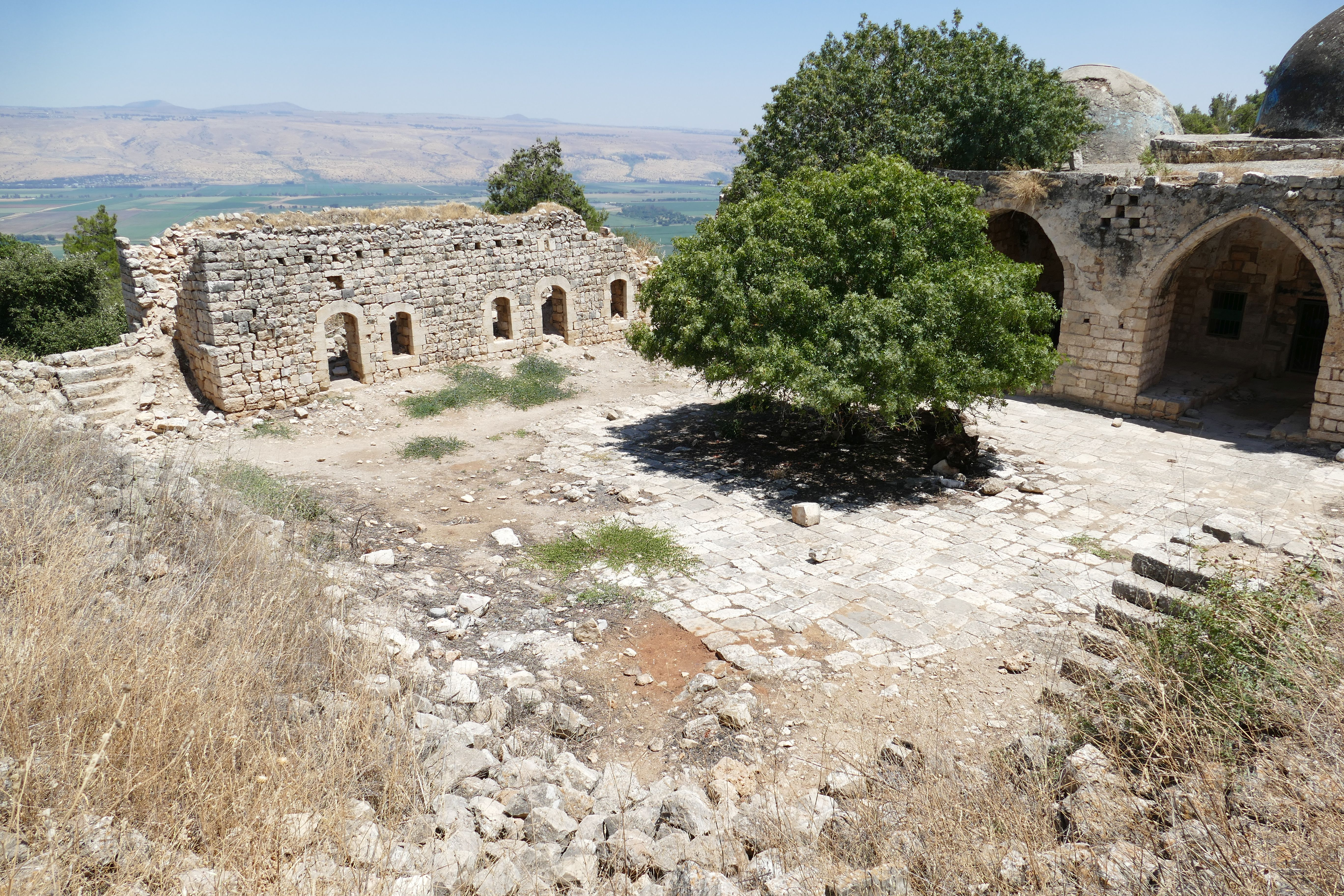
صحن مقام النبي يوشع
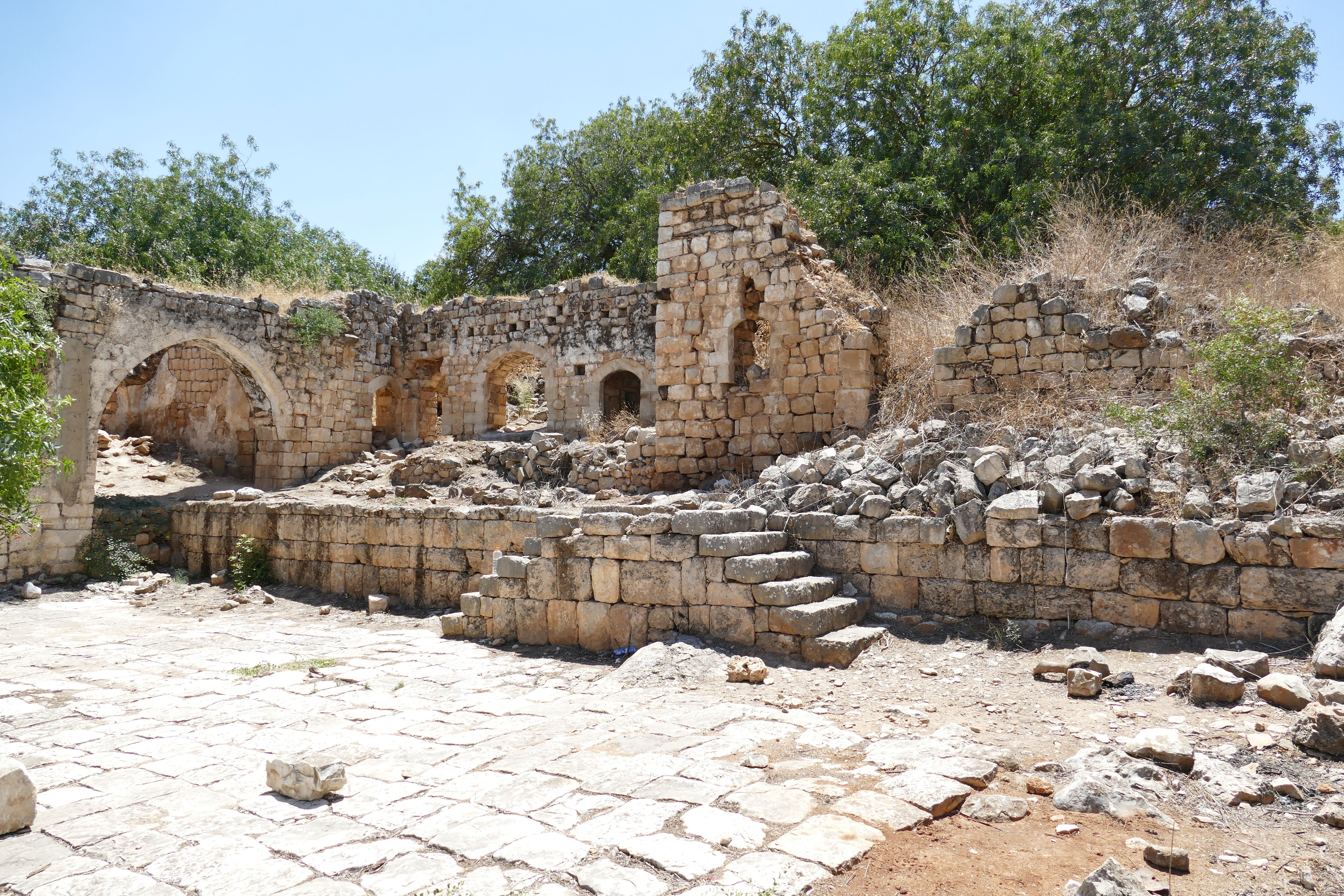
آثار أروقة المسجد
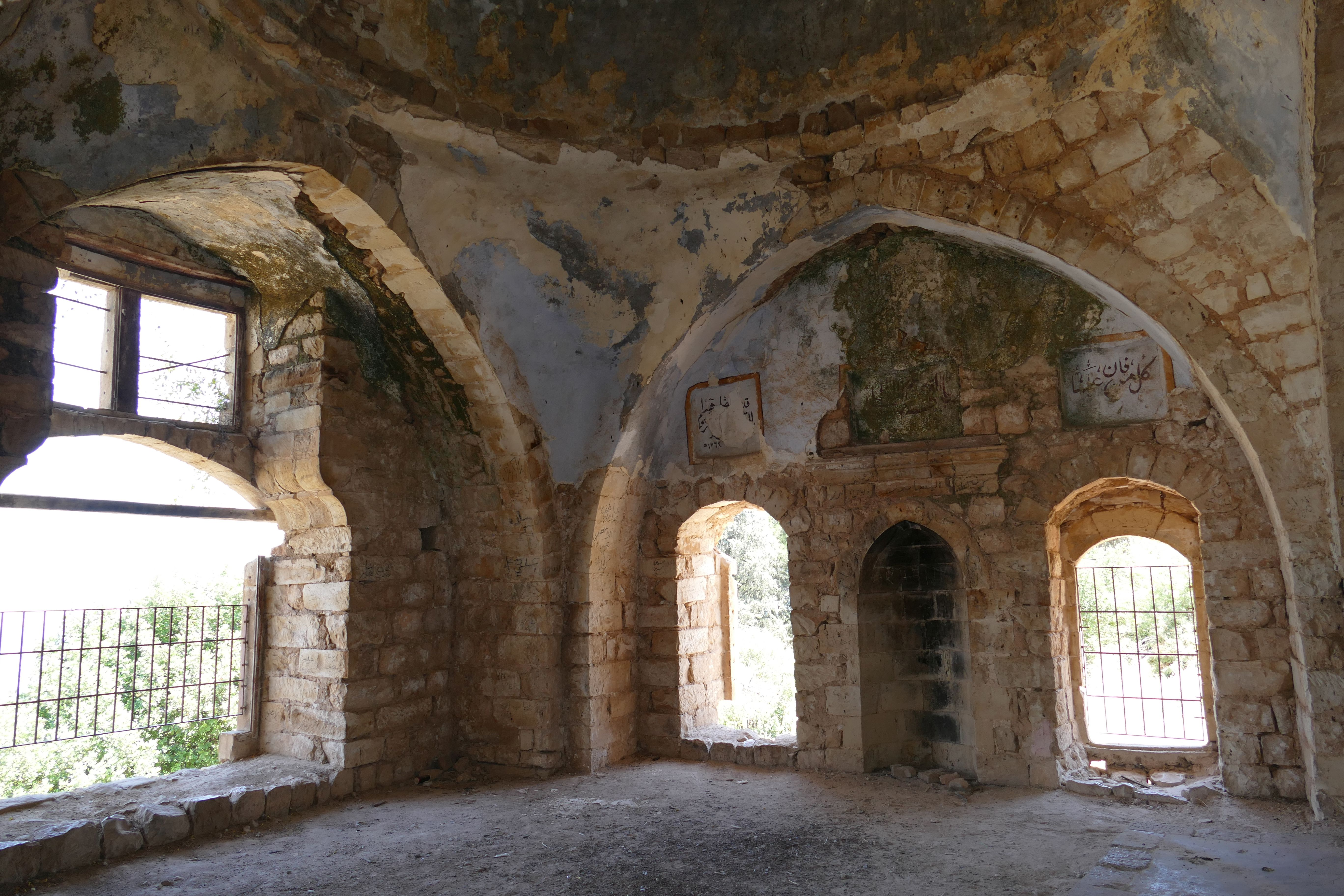
داخل القاعة الرئيسية للمسجد